# Ville Émard Blues Band
Le Ville Émard Blues Band est un groupe de rock montréalais actif de 1973 à 1975, qui a joué un rôle significatif dans le développement du rock québécois au début des années 1970. Il a notamment été nommé lors des prix Juno de 1975 dans la catégorie « Groupe le plus prometteur ».

## Composition
Le collectif compte entre 7 et 25 membres au cours de sa période d'activité. Il est dirigé par le bassiste Bill Gagnon et comprend les chanteuses Lise Cousineau, Estelle Sainte-Croix, Christianne Robichaud et Shearon Ryan, le pianiste Pierre Nadeau, les percussionnistes Denis Farmer, Michel Séguin et Christian St-Roch, les saxophonistes Carlyle Miller et Renald Montemeglio, et les guitaristes Pierre Lord, Rawn Bankley et Robert Stanley. Le groupe est formé par des membres qui ont joué dans les groupes Contraction et Harmonium, ainsi que par des musiciens accompagnant Robert Charlebois, Claude Dubois et Renée Claude,.

## Style musical
La musique du groupe est un mélange de rock, de jazz et de musiques africaines et latines. François Couture du site AllMusic la décrit comme « un croisement entre les débuts de Chicago et de Santana, avec une touche de blues plus marquée et une pointe de jazz progressif. »

## Histoire
Avec un nom qui fait référence à Ville-Émard, un quartier de Montréal, le Ville Émard Blues Band est formé en 1973 et lance, cette même année, une démo intitulée Minute! Ville Emard Blues Band s'en vient Is Coming. Subséquemment, ils publient deux albums, Live à Montréal (1974) et Ville Émard (1975) sur l'étiquette Funkébec. Le groupe s'est dissous en 1975. Estelle Sainte-Croix sera l'interprète de Je t'aime, la chanson thème des Jeux olympiques d'été de 1976 écrite par un autre membre du groupe Christian Saint-Roch avec Jean Robitaille.
Le groupe s'est reformé en 2004, au moment où se déroule le Festival d'été de Québec, sous le nom Ville Émard Blues Band Nouvelle Génération.

## Discographie
- Minute! Ville Émard Blues Band s'en vient Is Coming (1973)
- Live à Montréal (1974)
- Ville Émard (1975)
- Live au Festival des musiques progressives de Montréal 2007 (2009)

### Rééditions
- Ville Émard Blues Band - 2 Disques incluant 2 œuvres inédites (1979)
- Complete VEBB au complet 1973-1975 (2004)